# جاك غارسيا
جاك غارسيا (بالفرنسية: Jacques Garcia)‏ هو مهندس معماري فرنسي، ولد في 25 سبتمبر 1947 في باريس في فرنسا.